# 松前港
松前港（まつまえこう）は、北海道松前郡松前町にある港湾。港湾管理者は松前町。港湾法上の「地方港湾」、「避難港」に指定されている。

## 港湾施設
港には弁天島があり、天然の湾曲部を利用して港湾を整備している。

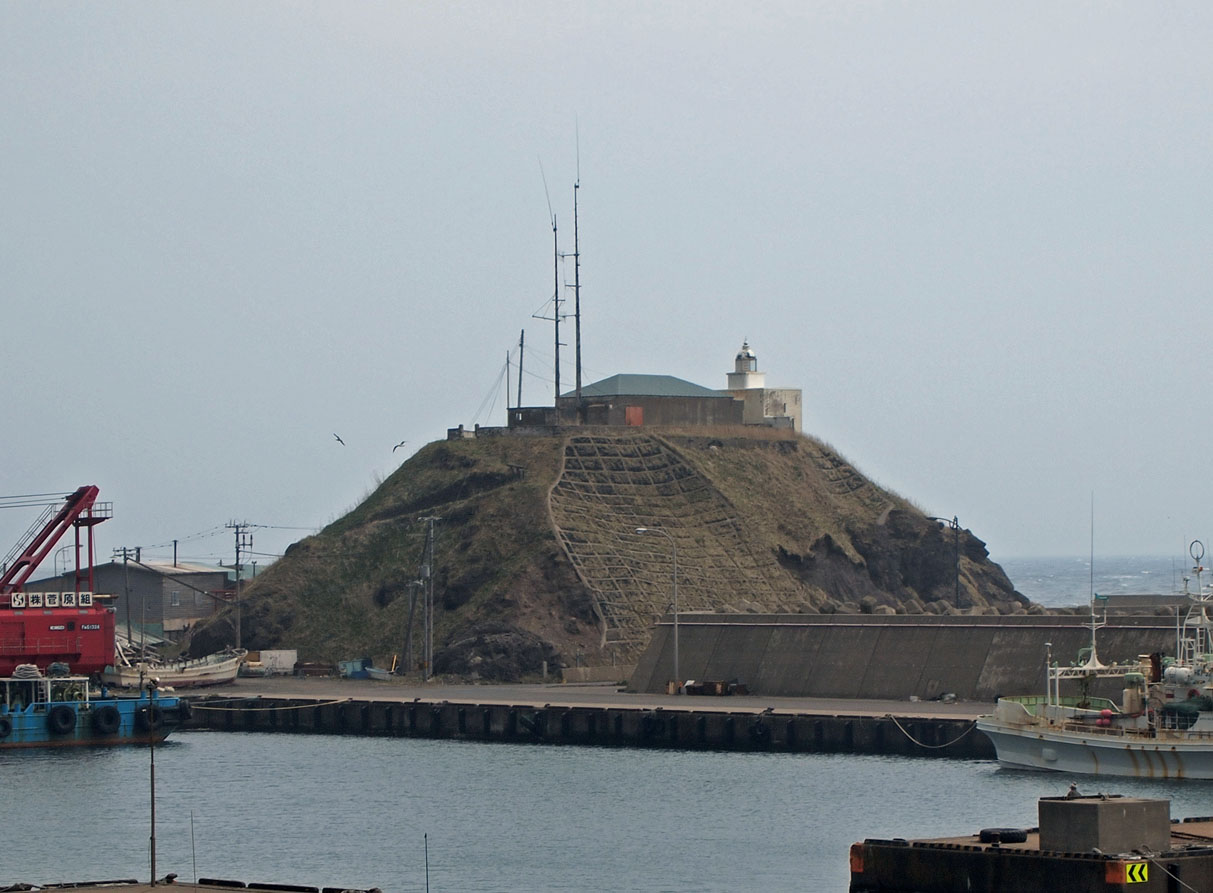
弁天島と松前灯台（2010年5月）

## 沿革

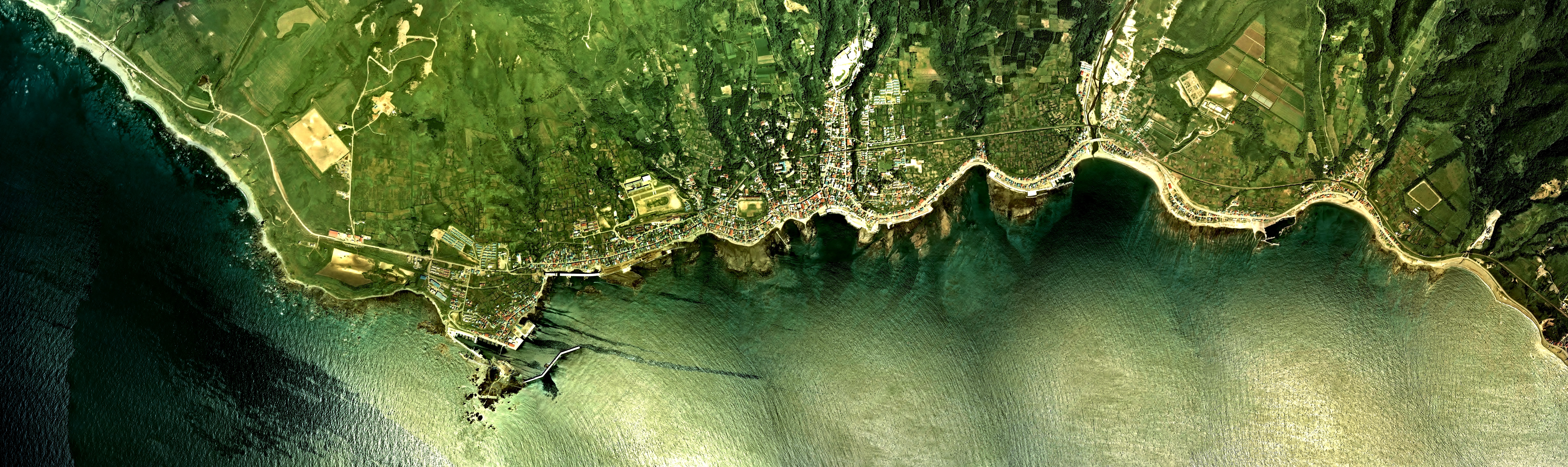
松前町中心部の空中写真（1976年（昭和51年）撮影の7枚を合成作成）。。

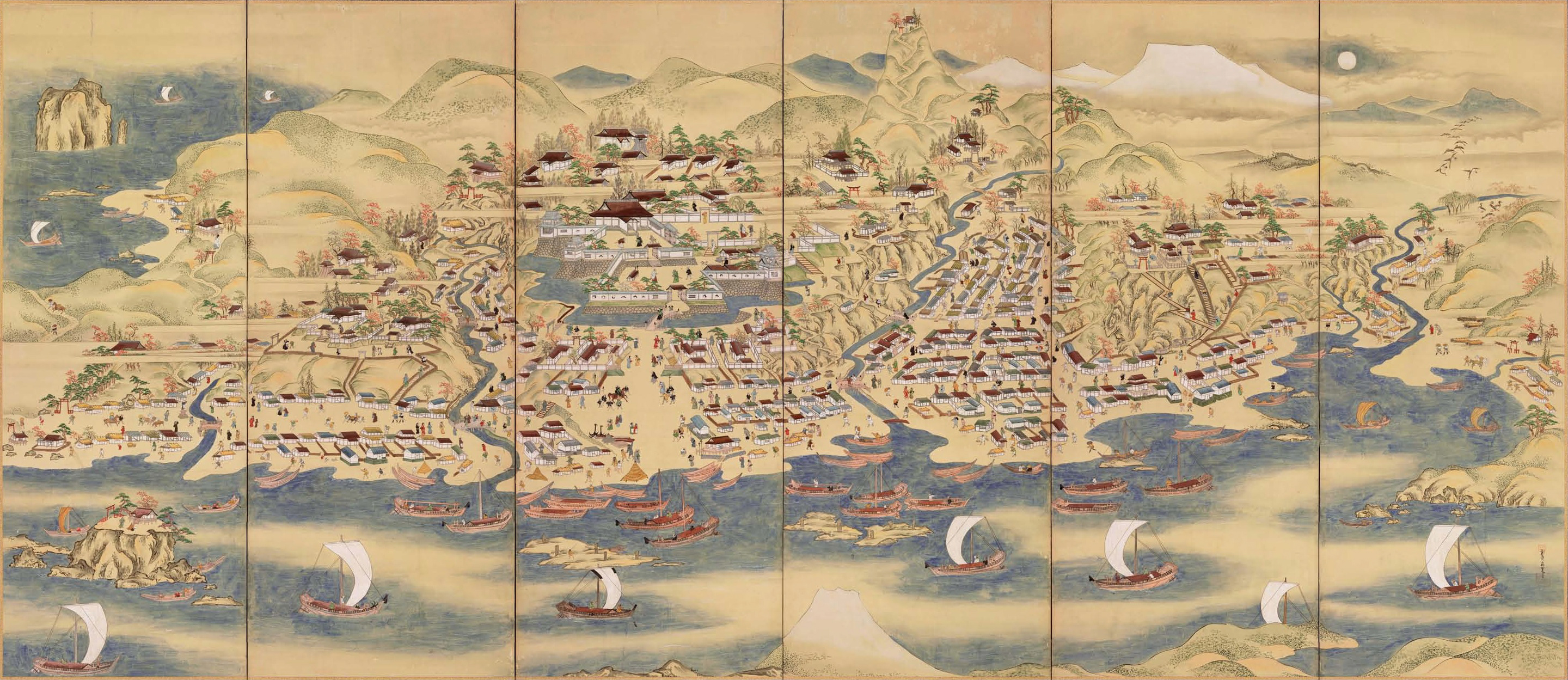
「松前屏風」

1604年（慶長9年）、徳川家康によって江戸幕府が開かれると、蝦夷地の独占権を得て日本最北の藩となる「松前藩」が成立した。1630年（寛永7年）に松前藩は福山、江差、箱館の3港に番所を設置し、交易を支配した。当初の交易は近江商人が独占的に支配する状態であったが、場所請負制が導入されると経営能力に長けた商人に生産を請負わせるようになり、「北前船」が台頭した。こうして松前には様々な物資や文化がもたらされており、1869年（明治2年）の「箱館戦争」による松前城の攻防戦によって城下の3分の2が焼失するまで蝦夷地（北海道）の中心地として繁栄した。

### 年表
- 1889年（明治22年）：弁天島に福山灯台（現在の松前灯台）設置。
- 1929年（昭和04年）：「農山村漁村救済事業」指定。
- 1951年（昭和26年）：「避難港」指定。
- 1953年（昭和28年）：「地方港湾」指定し、松前町が港湾管理者となる。
- 1966年（昭和41年）：公有水面埋立法による「乙号港湾」指定。
- 2014年（平成26年）：「松前港福山波止場」が「土木学会選奨土木遺産」選定[7]。